# Euphorbia xalapensis
Euphorbia xalapensis är en törelväxtart som beskrevs av Carl Sigismund Kunth. Euphorbia xalapensis ingår i släktet törlar, och familjen törelväxter. Inga underarter finns listade i Catalogue of Life.